# Копривњице
Копривњице (чеш. Kopřivnice) су град у Чешкој Републици, у оквиру историјске покрајине Моравске. Копривњице припадају управној јединици Моравско-Шлески крај, у оквиру се налазе у округу Нови Јичин.

## Географија
Копривњице се налазе у крајње источном делу Чешке републике. Град је удаљен 360 км источно од главног града Прага, а од првог већег града, Остраве, 30 км јужно.
Град Копривњице је смештен у историјској покрајини Моравској. Град лежи у великој долини северне Моравске, окруженој побрђем, док се на истоку издижу западни огранци Карпата. Надморска висина града је око 320 м. Кроз град протиче речица Шутирова Студанка.

## Историја
Подручје Копривњица било је насељено још у доба праисторије. Насеља на месту данашњег града први пут се у писаним документима спомињу у 13. веку. Град Копривњице под данашњим називом образовао спајањем неколико ближих села тек 1959. године.
Године 1919. подручје Копривњица је постао део новоосноване Чехословачке. Међутим, већи део месног становништва су били Немци, који се нису лако мирили са одвојеношћу од матице. Стога је 1938. године дато подручје оцепљено од Чехословачке и припојено Немачкој, у склопу издвајања Судетских области. После Другог светског рата подручје је поново враћен Чехословачкој, а месни Немци су присилно исељени у матицу. У време комунизма град је нагло индустријализован. После осамостаљења Чешке дошло је до опадања активности тешке индустрије и до проблема са преструктурирањем привреде.

## Становништво
Копривњице данас имају око 24.000 становника и последњих година број становника у граду стагнира. Поред Чеха у граду живе и Словаци и Роми.

## Галерија
- Градска Црква св. Вартоломеја
- Технички музеј „Татра“
- Етнолошки музеј
- Трг у Копривњицама

## Партнерски градови
- Кастиљоне дел Лаго
- Трап